# Antoni Serra i Ramoneda
Antoni Serra i Ramoneda (Barcelona, Barcelonès 1933) és un economista català, procedent d'una família d'empresaris tèxtils.
Doctor en econòmiques per la Universitat Complutense de Madrid (1960) i catedràtic d'economia de l'empresa a la Universitat Autònoma de Barcelona, de la qual fou un dels fundadors i rector (1980-1985). Sota el seu rectorat, es van redactar els primers estatuts universitaris de la democràcia, es va començar a aplicar la Llei de Reforma Universitària i es van dur a terme diverses actuacions que van potenciar la recerca. Des del 1987 també és membre de l'Institut d'Estudis Catalans
Fou conseller de l'antiga Caixa de Pensions per a la Vellesa i d'Estalvis abans de la seva fusió amb la Caixa de Barcelona (1977-84) i president de Caixa de Catalunya (1984-2005), càrrec en el qual en fou substituït per Narcís Serra. Va ser president de l'Agència per a la Qualitat del Sistema Universitari a Catalunya, del Tribunal d'Arbitratge Tècnic de Catalunya i del fòrum d'opinió Tribuna Barcelona. L'any 2000 va ser distingit col·legiat de mèrit del Col·legi d'Economistes de Catalunya. El 2005 va rebre la Creu de Sant Jordi. Actualment és Síndic de Greuges de la Universitat de Vic.

## Obres
- Sistema económico y empresa (1986)
- Formas de empresa (1988)
- L'empresa: Fonaments econòmics (1989)
- La empresa: Análisis económico (1993)
- Mercados, contratos y empresa (2001)
- Avatares de un burgués de Barcelona (2006)
- Els errors de les caixes (2011)[3]